# Jean Constantin
Jean Constantin (* 21. August 1928 in Techirghiol; † 26. Mai 2010 in Constanța) war ein rumänischer Schauspieler.

## Leben
Jean Constantin wurde in eine multiethnische Familie hineingeboren. Seine Mutter war griechischer Abstammung, sein Vater, Dirigent und Architekt, war Rumäne. Er begann seine schauspielerische Karriere 1957 am Staatstheater Fantasio in Constanța. Später spielte er lange am Nationaltheater Bukarest. In fast 70 Filmen, die er zwischen 1960 und 2008 drehte, wurde er zu einer Institution des rumänischen Kinos.
2008 wurde Constantin für sein Lebenswerk mit dem Gala Premiilor Gopo ausgezeichnet.

## Filmografie (Auswahl)
- 1965: Procesul alb
- 1966: Amza, der Schrecken der Bojaren (Haiducii)
- 1967: Der Major und der Tod (Maiorul si moartea)
- 1968: Verurteilte Liebe (Zodia Fecioarei)
- 1968: Zile de vara
- 1968: Der Raub der Jungfrauen (Răpirea fecioarelor)
- 1968: Die Rache der Heiducken (Răzbunarea haiducilor)
- 1969: Die Axt (Baltagul)
- 1970: Prea mic pentru un război atât de mare
- 1970: Canarul și viscolul
- 1970: B.D. greift ein (Brigada Diverse intra in actiune)
- 1978: Ich, Du und Ovid (Eu, tu, și... Ovidiu)
- 1981: Wir werden das Kind schon schaukeln
- 2006: Wie ich das Ende der Welt erlebte (Cum mi-am petrecut sfarsitul lumii)